# Linnaea coriacea
Linnaea coriacea är en tvåhjärtbladig växtart som först beskrevs av William Botting Hemsley, och fick sitt nu gällande namn av Christenh. Linnaea coriacea ingår i släktet linneor, och familjen Linnaeaceae. Inga underarter finns listade i Catalogue of Life.